# رينجيريك جراند بريكس 2022
رينجيريك جراند بريكس 2022 (بالنرويجية: Ringerike Grand Prix 2022)‏ هو سباق دراجات هوائية من فئة  سباق يوم واحد، وهو الموسم الخامس والأربعين من رينجيريك جراند بريكس، وأقيم في 8 مايو 2022 ضمن سباقات طواف أوروبا للدراجات 2022.
فاز بالمركز الأول Sakarias Koller Løland ‏، وبالمركز الثاني أندرياس ستوكبرو، وبالمركز الثالث Ludvik Aspelund Holstad ‏.

## الفائزون
| الترتيب | الفائز                   |
| ------- | ------------------------ |
| الفائز  | Sakarias Koller Løland ‏  |
| الثاني  | أندرياس ستوكبرو          |
| الثالث  | Ludvik Aspelund Holstad ‏ |

## وصلات خارجية
- لمحة عن سباق رينجيريك جراند بريكس 2022 على موقع  ProCyclingStats   (برو  سايكلنج  ستاتس) - إحصاءات  محترفي  الدراجات.
- رينجيريك جراند بريكس 2022 على موقع إحصائيات الدراجات الإحترافية (الإنجليزية)